# Victoria Kaspi
Victoria Kaspi   (Austin, 30 de juny de 1967) (CC, FRS, FRSC) és una astrofísica canadenca d'origen estatunidenc i professora a la Universitat McGill. La seva investigació es refereix principalment a les estrelles de neutrons i els púlsars.

## Joventut i educació
Kaspi va néixer a Austin (Texas, USA) però la seva família es va traslladar al Canadà quan ella tenia set anys d'edat. Va completar els seus estudis de grau a la Universitat McGill el 1989, i va anar a la Universitat de Princeton per fer els seus estudis de postgrau, completant el seu doctorat el 1993 supervisat per l'astrofísic guanyador del Premi Nobel Joseph Taylor.

## Carrera professional i investigació
Després de llocs a l'Institut Tecnològic de Califòrnia, al Jet Propulsion Laboratory (JPL) i a l'Institut Tecnològic de Massachusetts, va ocupar una posició de professora a la Universitat McGill el 1999. A McGill, va ocupar una de les primeres Càtedres de Recerca del Canadà de McGill, i el 2006 va ser nomenada. el professora Lorne Trottier d'astrofísica. També és membre de l'Institut Canadenc d'Investigació Avançada (Canadian Institute for Advanced Research, CIFAR).
Les observacions de Kaspi del púlsar associat amb el romanent de supernova G11.2–0.3 a la constel·lació de Sagitari, utilitzant l'Observatori de raigs X Chandra, van mostrar que el púlsar es trobava al centre precís de la supernova, que els xinesos havien observat l'any 386. Aquest púlsar va ser només el segon púlsar conegut que es va associar amb un romanent de supernova (el primer va ser el de la nebulosa del Cranc), i els seus estudis van reforçar molt la relació conjecturada entre els púlsars i les supernoves. A més, aquesta observació posa en dubte els mètodes anteriors de datar els púlsars per la seva velocitat de rotació; aquests mètodes van donar al púlsar una edat que era 12 vegades massa alta per coincidir amb la supernova.
La investigació de Kaspi amb el Rossi X-ray Timing Explorer va demostrar que les flamarades de raigs gamma suaus, les fonts astronòmiques d'esclats de raigs gamma irregulars i els púlsar de raigs X anòmals (púlsars de rotació lent amb camps magnètics elevats), es podrien explicar com a magnetars.
També va ajudar a descobrir el púlsar amb la velocitat de rotació més ràpida coneguda (PSR J1748-2446ad), cúmuls estel·lars amb una alta concentració de púlsars i (utilitzant el telescopi de Green Bank) el «reciclatge còsmic» d'un púlsar que gira lentament en un púlsar de mil·lisegons molt més ràpid.

### Premis i honors
- 1989: Medalla d'Or Anne Molson en Matemàtiques i Filosofia Natural, Universitat McGill.
- 1998: Premi Annie J. Cannon en astronomia de la Societat Astronòmica Americana (AAS).
- 2004: Medalla Herzberg de l'Associació Canadenca de Físics (CAP).[4]
- 2006: Premi Steacie.[9]
- 2007: Medalla Memorial Rutherford de la Royal Society of Canada (RSC).[10]
- 2009: Premi Marie-Victorin, el màxim premi científic de la província de Québec.[1]
- 2010: Escollida membre de la Royal Society (FRS).[11]
- 2010: Escollida membre de l'Acadèmia Nacional de Ciències dels Estats Units d'Amèrica (NAS).[12]
- 2010: Premi John C. Polanyi del Consell d'Investigació en Ciències Naturals i Enginyeria (NSERC).[13]
- 2013: Premi Peter G. Martin de la Canadian Astronomical Society (CASCA).[14]
- 2013: Medalla del Jubileu de Diamants de la Reina Elisabet II.[15]
- 2014: Escollida membre de l'American Physical Society (APS).[16]
- 2015: Membre electe de l'Acadèmia Americana de les Arts i les Ciències (AAA&S).[17][18]
- 2015: Premi Memorial Izaak Walton Killam.[19]
- 2016: Medalla d'or Gerhard-Herzberg en Ciències i Enginyeria del Canadà, la primera dona a rebre aquest premi.[20][21]
- 2016: Companya de l'Ordre del Canadà, el segon honor civil més alt del Canadà.[22]
- 2017: Fonds de recherche du Québec, Premi d'excelència.[23]
- 2019: Kaspi va ser reconeguda per Nature com una de les Nature's 10 pel seu treball per descobrir ràfegues ràpides de ràdio amb el radiotelescopi CHIME.[24]
- 2021: Medalla Bakeriana de la Royal Society.[25]
- 2021: Premi Shaw.[26]

## Vida personal
Kaspi és jueva. El seu marit, David Langleben, és cardiòleg a la Universitat McGill i a l'Hospital General Jueu Sir Mortimer B. Davis de Montreal.